# 国造丁
国造丁（こくぞうてい、こくぞうのちょう）は、古代日本で各国ごとの防人の部隊を率いた役職である。かつての国造軍の系譜をひく、令制国単位の数十から数百の集団の部隊長とするのが通説だが、別に律令国造の分身として神祇にたずさわったとする説もある。

## 万葉集の国造丁
史料では『万葉集』の防人歌の詠み人の肩書きとしてのみ現れる。『万葉集』巻20の中には、天平勝宝7歳（755年）2月6日から29日の交代で筑紫（九州）に派遣された10か国（令制国）の防人が呼んだ歌がある。歌は国ごとに並べられ、拙いものは収録しないという方針で、80首を採録した。詠んだ人には肩書きが付けられており、そのうち3人が国造丁の肩書きを持ち、国造の肩書きを持つ者が1人いる。
国造丁が何をさすかについては、『万葉集』研究の中で、国造自身、国造一族の誰か、あるいは国造一族の使用人など様々に説かれていた。使用人とする説には、「丁」を脚のひかがみを意味する「よぼろ」と訓じ、奴を防人に出したとするものもあった。

## 国造軍の遺制説
学説状況を一変したのは、岸俊男が1955年に発表した論文「防人考」である。岸は、従来とりあげられなかった歌の順序（すなわち詠んだ人の順序）や人数に注意を促し、国造丁が国ごとの防人の筆頭にあることを示した。国造丁・国造が記された国は10国中4国しかないが、みなその国の防人の先頭に書かれる。他の肩書きには助丁、主帳丁または帳丁、火長、上丁または防人があり、おおよそこの順で並べられている。
当時施行されていた律令に国造丁という役職はないが、地方の軍団の役職は大毅、少毅、主帳、校尉、旅帥、隊正、火長、そして一般の兵士となっていた。隊長の大毅、補佐の少毅がおり、その下に事務官である主帳がつく。民政にあたる郡の役職も、大領、少領の下に事務官の主帳がつく。国造丁・助丁・主帳の関係も、軍団と同じく隊長・補佐・事務官と解釈できそうである。令制国単位で徴集された防人は、部領使をつとめる国司に引率されたが、部領使は部隊集結の地で引き返していく一時的な責任者である。すると国造丁が防人集団の隊長と考えられる。
この時代の国造は軍事・民政の実権を失っていたが、かつて地方から国造に率いられて編成された国造軍が防人の前身にあたることから、国造丁の呼び名が残ったというのが、岸の説である。この説は、直木孝次郎にも支持されて定説化した。

## 神祇官説
岸説に反対した新野直吉は、1国1人の律令国造があった時代に、1国に数人が対応するかつての国造が遺制としてありえたのかという疑念を出した。また、国造丁が詠んだ歌が隊長らしくないとも指摘した。つまり、4首のどれも勇ましいところがなく、我が身の寂しさを嘆くばかりで、指揮官として部下を意識したものがない。使命感を披瀝する歌は、むしろ助丁によって詠まれている。
新野の考えでは、国造丁は律令国造の職務に対応するもので、従軍神祇官とでも呼べる官職である。国造丁が助丁より先に書かれるのは、律令官制で神祇官が太政官より先に書かれるのと同じで、実質的な隊長は助丁だったという。

## 国造丁の人物
- 物部秋持 - 遠江国長下郡
- 日下部三中 - 上総国
- 他田大島 - 信濃国小県郡